# Tactusa flavoniger
Tactusa flavoniger là một loài bướm đêm thuộc họ Erebidae. Nó được tìm thấy ở Lào.
Sải cánh dài khoảng 14 mm. 